# Aérodrome de Cahors - Lalbenque
L’aérodrome de Cahors - Lalbenque (code IATA : ZAO • code OACI : LFCC) est un aérodrome ouvert à la circulation aérienne publique (CAP), situé sur la commune de Cieurac à 12 km au sud de Cahors dans le Lot (région Occitanie, France).
Il est utilisé pour la pratique d’activités de loisirs et de tourisme (aviation légère et parachutisme).

## Histoire
Le premier terrain d'aviation du territoire lotois vu le jour au début des années 1930 au Nord-Ouest de Cahors, sur la rive gauche du Lot sous l’égide de la Chambre de Commerce. Ce terrain est officiellement inauguré le 10 juin 1935 lors d'une grande fête aérienne (45 000 entrées payantes).
Labéraudie est réquisitionné lors de la guerre jusqu’en 1940. Cette occupation militaire occasionnera des dégâts sur le terrain qui est remis en état.
L'aéroport actuel de Lalbenque a été créé en 1970. L’Aéroclub du Quercy déménage de Labéraudie à Lalbenque en 1971.
L'Aérodrome de Cahors-Lalbenque remplaça le Terrain d'aviation de Labéraudie qui est aujourd’hui devenu la Zone Commerciale des Escales de Pradines.
Monsieur KERHOAS, grand amis de l’aviation, prend alors ses fonctions en tant que commandant de l'aérodrome. 
En 1971, La piste faisait 1 500 mètres pour un coût 500 millions d'anciens francs, trois fois plus grande que l'ancien terrain d'aviation, l’éclairage de la piste est assuré manuellement avec des piles et la première « Tour de Contrôle » est aménagée dans un fourgon Citroën. 
La création de l'aérodrome de Cahors-Lalbenque est due à la volonté de Georges Pompidou, premier ministre puis Président de la République, qui l'utilisa pour se rendre dans sa maison à Cajarc[réf. nécessaire].
En 1989, un constat est fait. L'erreur d'avoir fait une piste de 1 500 mètres dès la construction en 1970, au lieu de 1 900 mètres comme à Rodez, a freiné considérablement le développement de l'aéroport. En effet, sur une telle piste, aucun appareil de 80 et 150 places ne peut atterrir et décoller à pleine charge. En conséquence, le terrain ne peut toujours accueillir ni charter, donc de touristes, ni transport aérien de fret malgré la présence de la zone industrielle à proximité de la plateforme. 
Depuis la reprise de l'aéroport en juillet 1977 par un syndicat Mixte, l'aéroport a été modernisé et des travaux de rénovation de la piste (balisages, nid de pouls comblés...) ou du taxiway et aire de stationnement ont été réalisés tout comme les bâtiments (Tour de contrôle) le tout pour un montant de 12 millions de francs (2 606 994,57 Euros en 2022). Les travaux se sont terminés en novembre 1997, où les Hercule C130 de l'Armée Française ont pu atterrir.
La plateforme est souvent utilisée par le 1er régiment du train-parachutiste de Toulouse.
Le 16 juin 1998, un Boeing 737-700 de la compagnie danoise Maersk Air avec à son bord 145 passagers, des sponsors de l'équipe de football du Danemark, font une brève escale à Caïx où la reine du Danemark possède un château, avant de rejoindre le stadium de Toulouse pour un match de la Coupe du Monde Danemark contre l'Afrique du Sud.
En 2011, une entreprise commerciale de produits et matériel aéronautique a dû renoncer à son installation en raison de la trop faible longueur de la piste.
En 2018, Icarius Aerotechnics, une société de maintenance aéronautique s'est implantée sur l'aérodrome.
En 2021, l'aérodrome a accueilli 8 284 vols non commerciaux et 6 vols commerciaux représentant 18 passagers commerciaux.
En 2018 est envisagée la création d'une liaison aérienne entre Cahors et Paris sous le signe du désenclavement économique et touristique du sud du département, comme en 1971 avec la compagnie TAT qui effectuait la ligne Paris/Le Bourget - Cahors - Carcassonne en Beechcraft 99 de 15 places.

## Installations
L’aérodrome dispose de deux pistes orientées est-ouest (13/31) :
- une piste bitumée longue de 1 500 mètres et large de 30. Elle est dotée :
  - d’un balisage diurne et nocturne,
  - d’un indicateur de plan d’approche (PAPI) pour le sens d’atterrissage 13 ;
- une piste en herbe longue de 1 080 mètres et large de 50, accolée à la première et réservée aux planeurs.

L’aérodrome n’est pas contrôlé mais dispose d’un service d’information de vol (AFIS). Les communications s’effectuent sur la fréquence de 119,225 MHz. Il est agréé pour le vol à vue (VFR) de nuit et le vol aux instruments (IFR).
S’y ajoutent :
- une aire de stationnement ;
- des hangars ;
- une station d’avitaillement en carburant (100LL et Jet A1) ;
- un restaurant ;
- un pélicandrome (base de ravitaillement en retardant et eau pour les aéronefs de lutte contre les feux de forêt)[8].

## Activités

### Transports
Depuis les années 70, il n'y a plus de ligne régulière au départ de Cahors. L'aérodrome accueille des avions d'affaires ou des avions militaires qui viennent s'entrainer.

### Loisirs et tourisme
- Aéroclub du Quercy (Loisirs aériens et Ecole de pilotage avions et Ulm classe3 - www.ac-quercy.fr)
  - Loisirs Aériens, Baptêmes de l'air
  - Ecole de pilotage, formations :
    - Brevet de pilote ULM
    - Brevet de Base Avion
    - Licence de Pilote Privée Avion PPL(A)
- Centre de Vol à Voile Lotois
- Centre école régional de parachutisme (CERP)

### Sociétés implantées
- Atelier d’entretien agréé
- Airvolia

| \| 20 km1:2 341 000 \| Albi · Le Sequestre Montauban Millau · Larzac Cassagnes · Bégonhès Villefranche-de-Rouergue Mende · Brenoux Nogaro Condom · Valence-sur-Baïse Cahors · Lalbenque Figeac · Livernon Lasbordes Muret-Lherm · Saint-Gaudens · Montréjeau Bagnères · de-Luchon Pamiers · Les Pujols Saint-Girons · Antichan Castelnaudary · Villeneuve Lézignan · Corbières Alès · Cévennes Toulouse · Blagnac Francazal · Auch · Gers Castres · Mazamet Rodez · Aveyron Tarbes · Lourdes · Pyrénées Brive · Souillac Carcassonne · Salvaza Montpellier · Méditerranée Béziers · Cap d'Agde Nîmes · Garons Perpignan · Rivesaltes |
| 20 km1:2 341 000 |